# Церковь Александра Невского (Шурала)
Церковь Александра Невского — приходской храм Нижнетагильской епархии Русской православной церкви, расположенный в селе Шурала Невьянского района Свердловской области.
Решением № 535 Исполнительного комитета Свердловского областного Совета народных депутатов от 31 декабря 1987 года присвоен статус памятника архитектуры регионального значения.

## История
До 1846 года село относилось к Невьянскому приходу. В 1846 году было начато строительство деревянной церкви, которая была освящена 15 июля 1847 года во имя Александра Невского. Строительство каменного здания начато в 1906 году на деньги местного завода. Повторно храм освящён в 1916 году по окончании строительства. В состав прихода входило пять деревень и Нейво-Рудянский завод. Штат состоял из священника и двух диаконов.
С 1934 года службы в храме были прекращены. Местный священник, Михаил Хлопотов расстрелян. Позднее в здании располагался зерновой склад, затем музей.
Вновь богослужения начались в 1991 году. С декабря 2011 года в храме размещана икона с частицей мощей Александра Невского, прибывшая из Александро-Невской лавры Санкт-Петербурга.

## Архитектура
Здание каменное трёхчастное монументальное. Господствует в панораме местной застройки. Основной объём с полукруглой апсидой продолжают по единой оси небольшая трапезная и расширенная в основании двумя притворами колокольня. Храм представляет собой куб, с севера и юга оформленный портиками с четырьмя трёхчастными римско-дорическими колоннами.
Триглифы и метопы портиков составляют часть фриза, опоясывающего всё здание. Фронтоны над колоннами дополнены аттиками. Стены того же объёма дополнены нишами — плоскими, вертикальными, аттики — горизонтальными и квадратными, со вписанными кругом и филёнками.
Завершают храм пять куполов на барабанах-ротондах. Барабан центрального купола, намного больший, чем угловые, обработан спаренными дорическими пилястрами, имеет карниз на кронштейнах и аттик. Мотив парных пилястр использован и в убранстве притворов, над окнами которых — крупные рельефные треугольные сандрики. Колокольня с двумя ярусами звона — вытянутым четырёхгранным и аналогичных пропорций цилиндрическим, венчается куполом.

## Духовенство
- Настоятель храма — с 01.09.1991 по 1994 г.г. и с 1997 по 2018 г.г. - протоиерей Сергий Галишев[4] (28.09.1965 - 31.10.2020)
- Настоятель храма  --  иерей Илия Игнатов

## Престольные праздники
- Александра Невского — Декабрь 6 [по н.с.] (день преставления), Сентябрь 12 [по н.с.] (перенесение мощей)[4]